# Бирори
Бирори (итал. Birori) — коммуна в Италии, располагается в регионе Сардиния, в провинции Нуоро.
Население составляет 591 человек (2008 г.), плотность населения составляет 34 чел./км². Занимает площадь 17 км². Почтовый индекс — 8010. Телефонный код — 0785.
Покровителем коммуны почитается святой апостол Андрей Первозванный, празднование 30 ноября.

## Демография
Динамика населения:

## Администрация коммуны
- Официальный сайт: http://www.comune.birori.nu.it Архивная копия от 21 октября 2020 на Wayback Machine